# Gyre subtropical du Pacifique nord

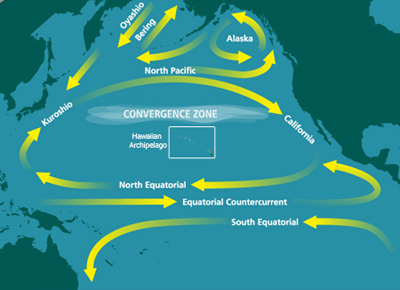
Les principaux courants du Gyre subtropical.

Le gyre subtropical du Pacifique nord ou gyre du Pacifique nord est un gyre océanique. Il est situé entre l'équateur et la latitude 50° N et occupe une surface approximative de 3,4 millions de km². Son courant suit le sens des aiguilles d'une montre. Il comprend le courant du Pacifique nord, le courant de Californie à l'est, le courant équatorial nord au sud, et le courant Kuro shivo à l'ouest.

## Pollution
Le centre du gyre du Pacifique nord est une région relativement stable de l'océan Pacifique. Cette zone piège de grandes quantités de déchets flottant à la surface de l'océan, le vortex de déchets du Pacifique nord.